# Richard Igbineghu
Richard Igbineghu (Ibadan, 21 de abril de 1968) es un deportista nigeriano que compitió en boxeo. Participó en los Juegos Olímpicos de Barcelona 1992, obteniendo una medalla de plata en el peso superpesado.
En julio de 1994 disputó su primera pelea como profesional. En su carrera profesional tuvo en total 19 combates, con un registro de 17 victorias y dos derrotas.

## Palmarés internacional
| Juegos Olímpicos | Juegos Olímpicos   | Juegos Olímpicos | Juegos Olímpicos |
| Año              | Lugar              | Medalla          | Categoría        |
| ---------------- | ------------------ | ---------------- | ---------------- |
| 1992             | Barcelona (España) | Medalla de plata | +91 kg           |